# The Fable of Handsome Jethro, Who Was Simply Cut Out to Be a Merchant
The Fable of Handsome Jethro, Who Was Simply Cut Out to Be a Merchant è un cortometraggio muto del 1915 diretto da Richard Foster Baker.
Il soggetto è tratto da una storia dello scrittore e commediografo George Ade.

## Produzione
Il film fu prodotto dalla Essanay Film Manufacturing Company.

## Distribuzione
Distribuito dalla General Film Company, il film uscì nelle sale cinematografiche USA il 10 novembre 1915.